# 刘思职
刘思职（1904年3月15日—1983年8月18日），男，福建仙游人，中国生物化学家，北京医学院教授。

## 生平
1925年、1926年分别毕业于大夏大学和美国西南大学，1929年获美国堪萨斯大学博士学位。学成归国后先后在大夏大学、协和医学院、北平医学院任教。1956年加入九三学社。1957年选聘为中国科学院学部委员（院士）。

## 成就
主要研究领域为免疫化学，其对抗体抗原机制进行的化学定量研究，使其成为了免疫化学的创始人之一。